# Hulan (ort i Kina)
Hulan är en ort i Kina. Den ligger i provinsen Heilongjiang, i den nordöstra delen av landet, omkring 26 kilometer norr om provinshuvudstaden Harbin. Antalet invånare är 109 104.
Runt Hulan är det mycket tätbefolkat, med 2 431 invånare per kvadratkilometer. Hulan är det största samhället i trakten. Runt Hulan är det i huvudsak tätbebyggt.
Genomsnittlig årsnederbörd är 721 millimeter. Den regnigaste månaden är juli, med i genomsnitt 169 mm nederbörd, och den torraste är januari, med 6 mm nederbörd.